# Coleocephalocereus buxbaumianus
Coleocephalocereus buxbaumianus är en kaktusväxtart som beskrevs av Albert Frederik Hendrik Buining. Coleocephalocereus buxbaumianus ingår i släktet Coleocephalocereus, och familjen kaktusväxter.

## Underarter
Arten delas in i följande underarter:
- C. b. buxbaumianus
- C. b. flavisetus